# Rogalin (Grande-Pologne)
Pour les articles homonymes, voir Rogalin.
Rogalin (prononciation : [rɔˈɡalin], en allemand : Eichenhain) est un village polonais de la gmina de Mosina dans le powiat de Poznań de la voïvodie de Grande-Pologne dans le centre-ouest de la Pologne.
Il se situe à environ 7 kilomètres à l'est de Mosina (siège de la gmina) et à 19 kilomètres au sud de Poznań (siège du powiat et capitale régionale).

## Histoire
De 1815 à 1919, Rogalin fait partie de l'arrondissement de Schrimm dans le district de Posen dans la province de Posnanie.
De 1975 à 1998, le village faisait partie du territoire de la voïvodie de Poznań.

Depuis 1999, Rogalin est situé dans la voïvodie de Grande-Pologne.